# 馬耳山道立公園
馬耳山道立公園（マイサンどうりつこうえん）は大韓民国全北特別自治道鎮安郡にある道立公園である。
1979年10月16日に道立公園の指定を受けた。馬の耳に見えることから馬耳山と名前がつけられた。673mの雌馬耳山（西峰、암마이산）と667mの雄馬耳山（東峰、숫마이산）で形成され、頂上はタフォニが形成されている。山の南側には1885年ごろから李甲童（イ・カプドン）が10余年間をかけて120基の石塔を作ったが、2006年現在80基が残っている。

## ギャラリー

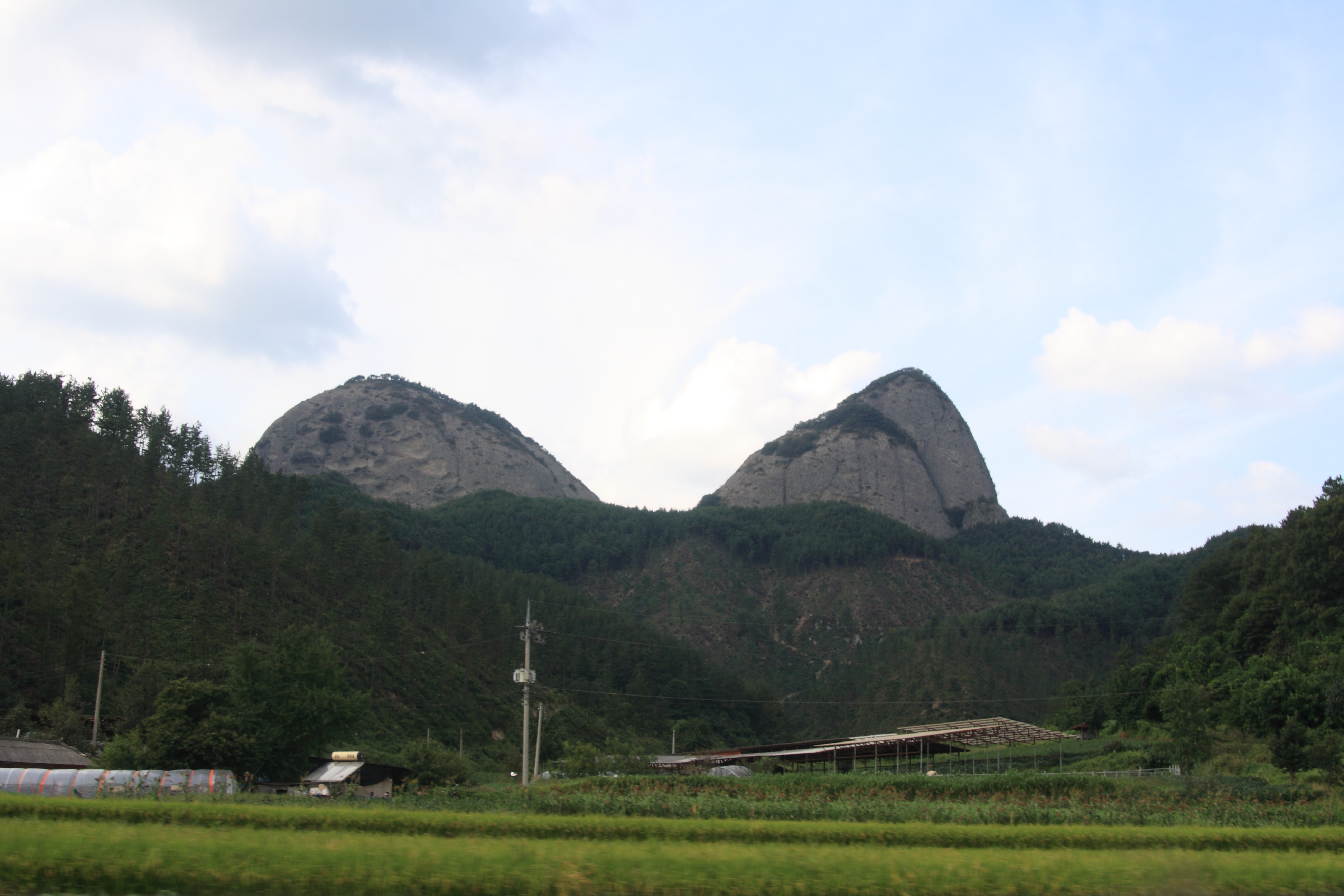
馬耳山北緯35度45分37.9秒 東経127度24分43.8秒
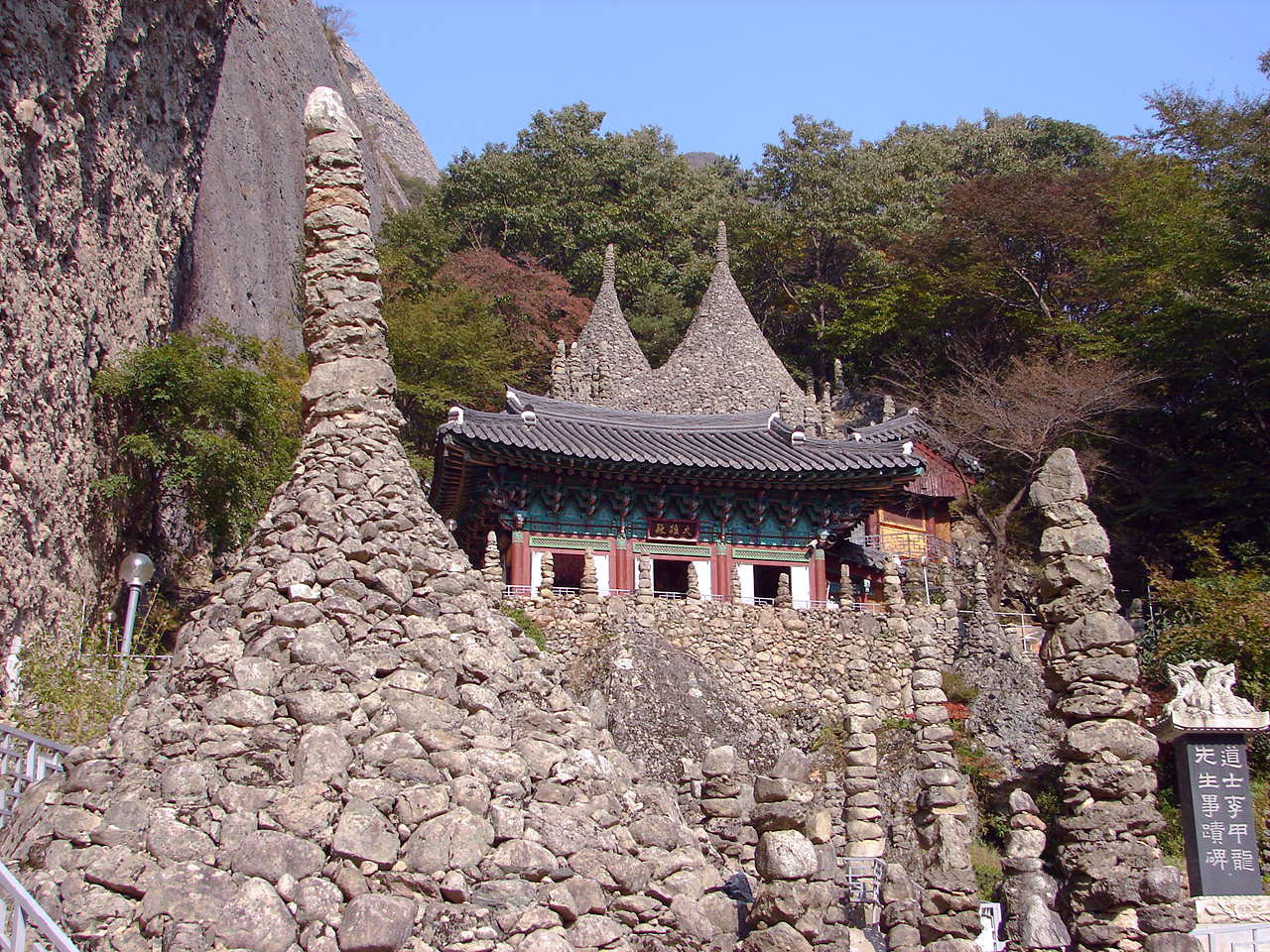
塔寺と李甲童の石塔
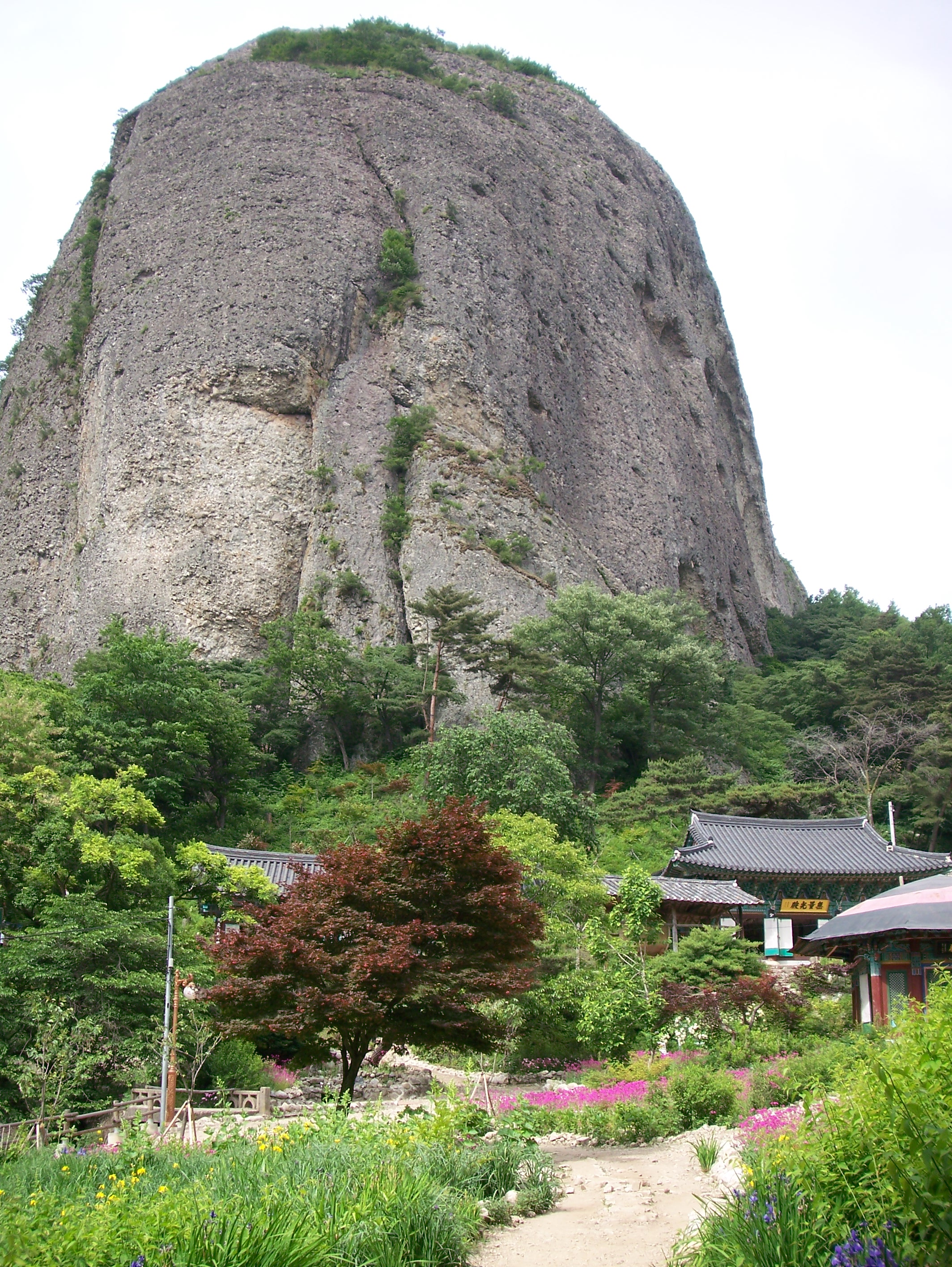
雄馬耳山と銀水寺。一帯はツルマサキの自生地である